# National Hockey League 2021-2022
La stagione 2021-22 è stata la 105ª stagione di attività (104ª stagione di gioco) della National Hockey League (NHL). La lega si espanse a 32 squadre con l'aggiunta dei Seattle Kraken.
Il 22 dicembre, tutte le partite sono state sospese in tutta la lega almeno fino al 26 dicembre (ufficialmente definita come un'estensione della pausa natalizia regolarmente programmata), al fine di conciliare i focolai di COVID-19 che avevano influenzato un gran numero di squadre e portato a vari rinvii delle partite. La maggior parte delle squadre avrebbe dovuto riprendere a giocare il 28 dicembre, ma le partite casalinghe di tutte e sette le squadre canadesi fino all'inizio di gennaio sono state ulteriormente rinviate a causa delle restrizioni sulla presenza del COVID-19 imposte dalle autorità sanitarie provinciali.

## Squadre partecipanti
- Anaheim Ducks
- Arizona Coyotes
- Boston Bruins
- Buffalo Sabres
- Calgary Flames
- Carolina Hurricanes
- Chicago Blackhawks
- Colorado Avalanche
- Columbus Blue Jackets
- Dallas Stars
- Detroit Red Wings
- Edmonton Oilers
- Florida Panthers
- Los Angeles Kings
- Minnesota Wild
- Montreal Canadiens
- Nashville Predators
- New Jersey Devils
- New York Islanders
- New York Rangers
- Ottawa Senators
- Philadelphia Flyers
- Pittsburgh Penguins
- San Jose Sharks
- Seattle Kraken
- St. Louis Blues
- Tampa Bay Lightning
- Toronto Maple Leafs
- Vancouver Canucks
- Vegas Golden Knights
- Washington Capitals
- Winnipeg Jets

## Classifiche

### East Conference

#### Metropolitan Division
| Pos. | Squadra               | G  | V  | P  | OT | Pt  | P%   | VR | VTS | GF  | GS  | DR  | RC      | RF      | RR  | R10   | An |
| ---- | --------------------- | -- | -- | -- | -- | --- | ---- | -- | --- | --- | --- | --- | ------- | ------- | --- | ----- | -- |
| 1.   | Carolina Hurricanes   | 82 | 54 | 20 | 8  | 116 | .707 | 47 | 53  | 278 | 202 | +76 | 29-8-4  | 25-12-4 | 1-2 | 8-2-0 | W6 |
| 2.   | New York Rangers      | 82 | 52 | 24 | 6  | 110 | .671 | 44 | 48  | 254 | 207 | +47 | 27-10-4 | 25-14-2 | 4-3 | 6-4-0 | W1 |
| 3.   | Pittsburgh Penguins   | 82 | 46 | 25 | 11 | 103 | .628 | 37 | 43  | 272 | 229 | +43 | 23-13-5 | 23-12-6 | 3-7 | 5-4-1 | W1 |
| 4.   | Washington Capitals   | 82 | 44 | 26 | 12 | 100 | .610 | 35 | 39  | 275 | 245 | +30 | 19-16-6 | 25-10-6 | 5-3 | 4-4-2 | L3 |
| 5.   | New York Islanders    | 82 | 37 | 35 | 10 | 84  | .512 | 34 | 35  | 231 | 237 | -6  | 20-16-5 | 17-19-5 | 2-6 | 3-6-1 | L1 |
| 6.   | Columbus Blue Jackets | 82 | 37 | 38 | 7  | 81  | .494 | 26 | 33  | 262 | 300 | -38 | 21-15-5 | 16-23-2 | 4-3 | 4-5-1 | L1 |
| 7.   | New Jersey Devils     | 82 | 27 | 46 | 9  | 63  | .384 | 19 | 24  | 248 | 307 | -59 | 16-20-5 | 11-26-4 | 3-5 | 2-5-3 | L2 |
| 8.   | Philadelphia Flyers   | 82 | 25 | 46 | 11 | 61  | .372 | 20 | 24  | 211 | 298 | -87 | 14-21-6 | 11-25-5 | 1-4 | 2-8-0 | L3 |

#### Atlantic Division
| Pos. | Squadra             | G  | V  | P  | OT | Pt  | P%   | VR | VTS | GF  | GS  | DR  | RC      | RF      | RR  | R10   | An |
| ---- | ------------------- | -- | -- | -- | -- | --- | ---- | -- | --- | --- | --- | --- | ------- | ------- | --- | ----- | -- |
| 1.   | Florida Panthers    | 82 | 58 | 18 | 6  | 122 | .744 | 42 | 55  | 340 | 246 | +94 | 34-7-0  | 24-11-6 | 3-4 | 7-3-0 | L1 |
| 2.   | Toronto Maple Leafs | 82 | 54 | 21 | 7  | 115 | .701 | 45 | 51  | 315 | 253 | +62 | 31-8-2  | 23-13-5 | 3-1 | 7-2-1 | W3 |
| 3.   | Tampa Bay Lightning | 82 | 51 | 23 | 8  | 110 | .671 | 39 | 49  | 287 | 233 | +54 | 27-8-6  | 24-15-2 | 2-5 | 7-3-0 | W1 |
| 4.   | Boston Bruins       | 82 | 51 | 26 | 5  | 107 | .652 | 40 | 49  | 255 | 220 | +35 | 26-13-2 | 25-13-3 | 2-2 | 6-4-0 | L1 |
| 5.   | Buffalo Sabres      | 82 | 32 | 39 | 11 | 75  | .457 | 25 | 29  | 232 | 290 | -58 | 17-18-6 | 15-21-5 | 3-3 | 6-4-0 | W1 |
| 6.   | Detroit Red Wings   | 82 | 32 | 40 | 10 | 74  | .451 | 21 | 29  | 230 | 312 | -82 | 18-16-7 | 14-24-3 | 3-2 | 4-6-0 | W1 |
| 7.   | Ottawa Senators     | 82 | 33 | 42 | 7  | 73  | .445 | 26 | 30  | 227 | 266 | -39 | 15-22-4 | 18-20-3 | 3-2 | 7-2-1 | W1 |
| 8.   | Montreal Canadiens  | 82 | 22 | 49 | 11 | 55  | .335 | 16 | 19  | 221 | 319 | -98 | 11-26-4 | 11-23-7 | 3-2 | 2-8-0 | W2 |

### Western Conference

#### Central Division
| Pos. | Squadra             | G  | V  | P  | OT | Pt  | P%   | VR | VTS | GF  | GS  | DR   | RC      | RF      | RR  | R10   | An  |
| ---- | ------------------- | -- | -- | -- | -- | --- | ---- | -- | --- | --- | --- | ---- | ------- | ------- | --- | ----- | --- |
| 1.   | Colorado Avalanche  | 82 | 56 | 19 | 7  | 119 | .726 | 46 | 52  | 312 | 234 | +78  | 32-5-4  | 24-14-3 | 4-2 | 4-5-1 | L1  |
| 2.   | Minnesota Wild      | 82 | 53 | 22 | 7  | 113 | .689 | 37 | 48  | 310 | 253 | +57  | 31-8-2  | 22-14-5 | 5-4 | 8-1-1 | W2  |
| 3.   | St. Louis Blues     | 82 | 49 | 22 | 11 | 109 | .665 | 43 | 47  | 311 | 242 | +69  | 26-10-5 | 23-12-6 | 2-3 | 7-2-1 | L2  |
| 4.   | Dallas Stars        | 82 | 46 | 30 | 6  | 98  | .598 | 31 | 41  | 238 | 246 | -8   | 27-10-4 | 19-20-2 | 5-2 | 5-3-2 | W1  |
| 5.   | Nashville Predators | 82 | 45 | 30 | 7  | 97  | .591 | 35 | 41  | 266 | 252 | +14  | 25-14-2 | 20-16-5 | 4-2 | 4-4-2 | L1  |
| 6.   | Winnipeg Jets       | 82 | 39 | 32 | 11 | 89  | .543 | 32 | 37  | 252 | 257 | -5   | 23-15-3 | 16-17-8 | 2-4 | 6-4-0 | W4  |
| 7.   | Chicago Blackhawks  | 82 | 28 | 42 | 12 | 68  | .415 | 16 | 22  | 219 | 291 | -72  | 14-21-6 | 14-21-6 | 6-2 | 4-5-1 | OT1 |
| 8.   | Arizona Coyotes     | 82 | 25 | 50 | 7  | 57  | .348 | 18 | 24  | 207 | 313 | -106 | 11-27-3 | 14-23-4 | 1-4 | 3-5-2 | W3  |

#### Pacific Division
| Pos. | Squadra              | G  | V  | P  | OT | Pt  | P%   | VR | VTS | GF  | GS  | DR  | RC      | RF      | RR  | R10   | An  |
| ---- | -------------------- | -- | -- | -- | -- | --- | ---- | -- | --- | --- | --- | --- | ------- | ------- | --- | ----- | --- |
| 1.   | Calgary Flames       | 82 | 50 | 21 | 11 | 111 | .677 | 44 | 48  | 293 | 208 | +85 | 25-9-7  | 25-12-4 | 2-2 | 6-2-2 | L1  |
| 2.   | Edmonton Oilers      | 82 | 49 | 27 | 6  | 104 | .634 | 38 | 44  | 290 | 252 | +38 | 28-12-1 | 21-15-5 | 5-1 | 7-2-1 | W9  |
| 3.   | Los Angeles Kings    | 82 | 44 | 27 | 11 | 99  | .604 | 35 | 40  | 239 | 236 | +3  | 21-16-4 | 23-11-7 | 4-4 | 6-3-1 | OT1 |
| 4.   | Vegas Golden Knights | 82 | 43 | 31 | 8  | 94  | .573 | 34 | 39  | 266 | 248 | +18 | 22-15-4 | 21-16-4 | 4-4 | 4-2-4 | W1  |
| 5.   | Vancouver Canucks    | 82 | 40 | 30 | 12 | 92  | .561 | 32 | 37  | 249 | 236 | +13 | 20-14-7 | 20-16-5 | 3-5 | 6-2-2 | OT1 |
| 6.   | San Jose Sharks      | 82 | 32 | 37 | 13 | 77  | .470 | 22 | 29  | 214 | 264 | -50 | 18-18-5 | 14-19-8 | 3-3 | 3-4-3 | L1  |
| 7.   | Anaheim Ducks        | 82 | 31 | 37 | 14 | 76  | .463 | 22 | 27  | 232 | 271 | -39 | 17-19-5 | 14-18-9 | 4-5 | 3-5-2 | L1  |
| 8.   | Seattle Kraken       | 82 | 27 | 49 | 6  | 60  | .366 | 23 | 24  | 216 | 285 | -69 | 16-22-3 | 11-27-3 | 3-1 | 4-6-0 | L1  |

Legenda:
      Ammesse ai play-off tramite Division
      Ammesse ai play-off come Wild Card
- x  Matematicamente qualificate ai play-off tramite Division